# Брайтенберг (Шлезвіг-Гольштейн)
Брайтенберг (нім. Breitenberg) — громада в Німеччині, розташована в землі Шлезвіг-Гольштейн. Входить до складу району Штайнбург. Складова частина об'єднання громад Брайтенбург.
Площа — 2,9 км2. Населення становить 343 ос. (станом на 31 грудня 2020).